# دوروتئوس (نظامی بیزانسی)
دوروتئوس یک فرمانده نظامی بیزانسی بود. او در حالی که به ازای هر ارمنی استاد نظامی بود در سال ۵۳۰ در نبردی با ایرانیان پیروز شد و در نبرد ساتالا نیز شرکت کرد. او در ساتالا از شهر دفاع کرد در حالی که مافوقش سیتاس با تعدادی سواره نظام در منطقه مجاور پنهان شده بود و در عقب به ایرانیان حمله کرد و ۳۰۰۰۰ نفر آنها را با ۱۵۰۰۰ بیزانس هدایت کرد. او بار دیگر در سال ۵۳۱ ایرانیان را شکست داد و بعداً هون‌های سابیر را از طریق قفقاز بیرون راند. او به همراه بلیزاریوس به شمال آفریقا فرستاده شد اما در راه درگذشت که باعث عزاداری در سراسر ارتش شد.